# Джойнсон-Хикс, Уильям, 1-й виконт Брентфорд
Уильям Джойнсон-Хикс, 1-й виконт Брентфорд (англ. William Joynson-Hicks, 1st Viscount Brentford; 23 июня 1865 — 8 июня 1932) — английский адвокат и консервативный политик. Он был известен как  сэр Уильям Джойнсон-Хикс, 1-й баронет, с 1919 по 1929 год и более известный как  Джикс .

## Ранняя жизнь и карьера

### Предыстория и ранняя жизнь
Уильям Хикс родился в Кэнонбери, Лондоне 23 июня 1865 года. Старший сын Генри Хикса из Плейстоу-холла, Кент, и его жены Гарриетт, дочери Уильяма Уоттса.
Уильям Хикс получил образование в школе Merchant Taylors' School в Лондоне (1875—1881) . Он «дал обет» (воздерживаться от алкоголя) в возрасте 14 лет и соблюдал его всю жизнь.
В 1896 году он добавил к своей фамилии фамилию жены «Джойнсон».

### Джойнсон-Хикс
После окончания школы Хикс работал по найму лондонским адвокатом с 1881 по 1887 год, а затем в 1888 году открыл собственную практику. Поначалу ему было трудно привлекать клиентов, но ему помогала позиция отца как ведущего члена городского совета и заместителя председателя London General Omnibus Company, для которой он много работал с исками. Его юридическая фирма продолжала работать вплоть до 1989 года, когда руководство по Закону об авторском праве, промышленных образцах и патентах 1988 года было опубликовано под названием Joynson-Hicks on UK Copyright.

### Первые попытки попасть в парламент
Уильям Джойнсон-Хикс вступил в консервативную партию и был выбран в качестве кандидата в парламент от Консервативной партии в 1898 году. Он безуспешно боролся за места в Манчестере на парламентских выборах 1900 и 1906 годов, проиграв Уинстону Черчилю в последнем случае. В последнем случае он выступал с антисемитскими речами. В то время был приток русских евреев, спасавшихся от погромов, что заставило правительство Артура Бальфура принять Закон об иностранцах 1905 года. На выборах 1906 года Джойнсон-Хикс выступал за реформу работных домов и пенсий для «ветеранов труда», но не для «проходимцев» (Черчилль преуменьшал идею о том, что либеральное правительство может создать «механическую» систему пенсий по старости, хотя в конечном итоге оно сделало это в 1908 году).

### Эксперт по автомобилям
Джойнсон-Хикс был одним из первых авторитетов в области транспортного права, в частности, автомобильного права. В 1906 году он опубликовал «Закон о тяжелой и легкой механической тяге на автомагистралях». Он начал приобретать репутацию евангельского юриста с, возможно, парадоксальным интересом к новейшим технологиям: автомобилям (которых у него было несколько), телефонам и самолетам.
В 1907 году он стал председателем Союза автомобилистов и руководил слиянием с Автомобильной ассоциацией в 1911 году, занимая пост председателя объединенной организации до 1922 года . Одним из его первых действий было утверждение законности патрулей Автомобильной ассоциации, предупреждающих автомобилистов о полицейских радарах для контроля скорости.

### Дополнительные выборы 1908 года
Уильям Джойнсон-Хикс был избран в парламент на дополнительных выборах в 1908 году, когда Уинстон Черчилль был вынужден переизбираться в Манчестерском северо-западном округе после своего назначения на пост президента Совета по торговле, поскольку Закон о министрах короны 1908 года требовал, чтобы вновь назначенные министры кабинета министров повторно оспаривали свои места.
Рональд Блайт в «Спасительной истории о Джиксе» в «Эпохе иллюзий» (1963) назвал это «самой блестящей, развлекательной и веселой избирательной борьбой века». Прозвище Джойнсон-Хикс «Джикс» берет свое начало с этих дополнительных выборов. Выборы были примечательны как нападками движения суфражисток на Черчилля из-за его отказа поддержать законодательство, которое предоставило бы женщинам право голоса, так и еврейской враждебностью к Джойнсон-Хиксу из-за его поддержки спорного Закона об иностранцах, направленного на ограничение еврейской иммиграции.
Джойнсон-Хикс победил Черчилля с перевесом в 429 голосов. Это вызвало бурную реакцию по всей стране, и The Daily Telegraph опубликовала на первой странице заголовок «Уинстон Черчилль ВНЕ! ВНЕ! ВНЕ!» (Черчилль вскоре вернулся в парламент в качестве депутата от Данди).

### Начало парламентской карьеры
Джойнсон-Хикс потерял свое место на парламентских выборах в январе 1910 года. Он боролся за Сандерленд на вторых парламентских выборах в декабре 1910 года, но снова потерпел поражение. Он был избран в Палату общин от Брентфорда на дополнительных выборах в марте 1911 года.
Во время Первой мировой войны он сформировал батальон Pals в полку Middlesex, «Футбольный батальон». Он приобрел репутацию хорошо информированного члена парламента, эксперта по самолетам и моторам, донимавшего министров вопросами проектирования и производства самолетов и методами атаки на цеппелины. 12 мая 1915 года он представил петицию в Палату общин, требуя интернирования вражеских иностранцев призывного возраста и вывода из прибрежных районов всех вражеских иностранцев. В 1916 году он опубликовал брошюру «Командование в воздухе», в которой он выступал за беспорядочную бомбардировку мирных жителей в немецких городах, включая Берлин. Однако ему не предложили правительственную должность.
В 1918 году, когда его старый избирательный округ был упразднен, он стал депутатом от Туикенема и занимал это место до своей отставки из Палаты общин в 1929 году.
За свою военную службу в 1919 году он получил титул баронета из Холмбери в графстве Суррей.

## Коалиция Ллойда Джорджа
В 1919—1920 годах он совершил продолжительный визит в Судан и Индию, что изменило его политическую судьбу. В то время в Индии были значительные волнения и быстрый рост движения за самоуправление, против чего выступал Джойнсон-Хикс из-за большого экономического значения Индийской империи для Британии. Он как-то заметил: «Я знаю, что на собраниях миссионеров часто говорят, что мы завоевали Индию, чтобы поднять уровень индийцев. Это лицемерие. Мы считаем ее лучшим местом сбыта для британских товаров в целом и для хлопковых товаров из Ланкашира в частности».

## Вступление в правительство
Джойнсон-Хикс сыграл небольшую роль в падении коалиции Ллойд Джорджа, которую он так не любил, в октябре 1922 года. Отказ многих ведущих консерваторов, которые были сторонниками коалиции, служить в новом правительстве Бонара Лоу, открыл перспективы продвижения по службе. Джойнсон-Хикс был назначен секретарем по внешней торговле (младший министр, фактически заместитель президента Совета по торговле). За пятнадцатимесячное консервативное управление сначала Бонара Лоу, а затем Стэнли Болдуина, Джойнсон-Хикс быстро продвигался по службе. В марте 1923 года он стал генеральным казначеем, затем генеральным почтмейстером, заняв должности, оставшиеся вакантными после продвижения Невилла Чемберлена.
Когда Стэнли Болдуин стал премьер-министром в мае 1923 года, он первоначально также сохранил свою предыдущую должность канцлера казначейства, пока искал постоянного преемника. Чтобы облегчить бремя этой должности, он повысил Уильяма Джойнсона-Хикса до финансового секретаря казначейства и включил его в кабинет.
В этой роли Джойнсон-Хикс был ответственен за заявление Хансарда от 19 июля 1923 года о том, что Налоговое управление не будет преследовать неплательщика, который полностью признался и заплатил непогашенный налог, проценты и штрафы. Джойнсон-Хикс надеялся в конечном итоге стать канцлером, но вместо этого в августе 1923 года на этот пост был назначен Невилл Чемберлен. И снова Джойнсон-Хикс заполнил пробел, образовавшийся после повышения Чемберлена, заняв пост министра здравоохранения. В 1923 году он стал членом Тайного совета Великобритании.
После подвешенного парламента, что привело к поражению юнионистов на парламентских выборах в декабре 1923 года, Джойнсон-Хикс стал ключевой фигурой в различных внутрипартийных попытках сместить Стэнли Болдуина. Одно время обсуждалась возможность того, что он сам станет лидером, но, похоже, от нее быстро отказались. Он был вовлечен в заговор с целью убедить Артура Бальфура, что если король попросит его совета о том, кого назначить премьер-министром, Бальфур посоветует ему назначить премьер-министром Остина Чемберлена или лорда Дерби вместо лидера лейбористов Рамсея Макдональда. Заговор провалился, когда Бальфур отказался одобрить такой шаг, а либералы публично заявили, что поддержат Макдональда, что привело к падению правительства в январе 1924 года. Затем Рамсей Макдональд стал первым премьер-министром-лейбористом.

## Министр внутренних дел
Консерваторы вернулись к власти в ноябре 1924 года, и Уильям Джойнсон-Хикс был назначен министром внутренних дел. Историк Фрэнсис Томпсон описал его как «самого чопорного, пуританского и протестантского министра внутренних дел двадцатого века» . Похоже, повышение по службе вскружило ему голову, и он позволил себе стать потенциальным лидером партии, возможность, которую Лео Эмери отверг как «поразительную» (октябрь 1925 года). В качестве министра внутренних дел он присутствовал на рождении королевы Елизаветы II в апреле 1926 года.

### Общественная мораль
Джойнсон-Хикс был представлен как реакционер за его попытки подавить ночные клубы и другие аспекты «ревущих двадцатых». Он также был вовлечён в запрет лесбийского романа Рэдклифф Холл «Колодец одиночества» (1928), к которому он проявил личный интерес.
Он хотел остановить то, что он называл «потоком грязи, идущим через Ла-Манш». Он пресек работу Дэвида Лоуренса (он помог навязать публикацию «Любовника леди Чаттерлей» в сокращенной версии), а также книги по контролю рождаемости и перевод «Декамерона». Он приказал провести рейды в ночных клубах, где было много пьянства после рабочего дня, и арестовать многих членов светского общества. Владелица ночного клуба Кейт Мейрик, владелица клуба «43» и других заведений, пять раз попадала в тюрьму, а ее вечеринки по освобождению были поводом для больших празднований с шампанским.

### Всеобщая забастовка и подрывная деятельность
В 1925 году он приказал провести показательный суд над Гарри Поллиттом и другими ведущими коммунистами, используя Закон о подстрекательстве к мятежу 1797 года . Во время всеобщей забастовки 1926 года он был ведущим организатором систем, которые обеспечивали снабжение и правопорядок, хотя есть некоторые свидетельства того, что, если бы он был предоставлен самому себе, он бы проводил более воинственную политику — в частности, его неоднократные призывы к увеличению числа добровольных констеблей и его попытка закрыть Daily Herald.
Будучи сторонником жесткой линии во время Всеобщей забастовки, он оставался убежденным антикоммунистом и после этого, хотя левые, похоже, немного потеплели к нему из-за спора о Молитвеннике. Вопреки желанию министра иностранных дел Остина Чемберлена он приказал провести полицейскую облаву на советское торговое агентство ARCOS в 1927 году, по-видимому, на самом деле надеясь разорвать англо-советские отношения.

### Кризис молитвенника
В 1927 году Уильям Джойнсон-Хикс обратил свой огонь на предложенный пересмотр Книги общих молитв. Закон требовал, чтобы парламент одобрил такие изменения, которые обычно считались формальностью. Джойнсон-Хикс был президентом евангелической Национальной церковной лиги с 1921 года, и он пошел против воли Болдуина, выступив против пересмотренной Книги молитв.
Когда Молитвенник был представлен Палате общин, Джойнсон-Хикс решительно выступил против его принятия, поскольку он считал, что он далеко отходит от протестантских принципов Церкви Англии. Он сравнил Пересмотренный Молитвенник с «папистией», поскольку считал, что сохранение таинства подразумевает веру в пресуществление . Дебаты по Молитвеннику считаются одними из самых красноречивых, когда-либо виденных в Палате общин, и привели к отклонению пересмотренного Молитвенника в 1927 году.
Многие ведущие деятели Церкви Англии пришли к выводу, что отделение от государства станет необходимым для защиты Церкви от подобного политического вмешательства. Книга Джойнсона-Хикса «Кризис молитвенника», опубликованная в мае 1928 года, правильно предсказала, что епископы откажутся от требования отделения от государства из-за страха потерять свои государственные зарплаты и пожертвования. Однако затем Национальная ассамблея Церкви Англии объявила чрезвычайное положение, и это было аргументировано как предлог для использования Молитвенника 1928 года во многих церквях в течение десятилетий после этого, что было актом сомнительной законности.

### Права женщин
Экспромтом и без обсуждения в Кабинете министров, в ходе дебатов по законопроекту частного члена 20 февраля 1925 года Джойнсон-Хикс пообещал равные избирательные права для женщин (разъясняя заявление Болдуина на парламентских выборах 1924 года).
Биограф Джойнсон-Хикса в 1933 году писал, что утверждение о том, что парламентское обещание Уильяма Джойнсон-Хикс леди Астор в 1925 году обязывало партию предоставлять голоса молодым женщинам, было выдумкой Уинстона Черчилля, которая вошла в популярную мифологию, но не имеет под собой никаких фактических оснований.
Уильям Джойнсон-Хикс лично провел второе чтение Закона о представительстве народа (равное избирательное право) 1928 года и также отвечал за его проведение через парламент. Он выступил с речью в поддержку законопроекта, который снизил возрастной ценз для женщин с 30 до 21 года (тот же возраст, что и у мужчин в то время), и который был отчасти обвинен в неожиданном поражении консерваторов на выборах в следующем году, которое правые партии приписали недавно получившим избирательное право молодым женщинам (которых уничижительно называли «флэпперами»), голосующим за оппозиционную Лейбористскую партию.

### Реформы
На протяжении всего срока своей работы в Министерстве внутренних дел Уильям Джойнсон-Хикс занимался реформой пенитенциарной системы, в частности, исправительных учреждений и введением юридического требования для всех судов иметь сотрудника службы пробации. Он считал обязательным посетить все тюрьмы страны и часто был встревожен тем, что там находил. Он предпринял согласованные усилия по улучшению условий в тюрьмах, находящихся под его юрисдикцией, и заслужил комплимент от злостной нарушительницы и владелицы ночного клуба Кейт Мейрик, которая отметила в своих мемуарах, что тюрьмы значительно улучшились благодаря его усилиям.
Уильям Джойнсон-Хикс встал на сторону Уинстона Черчилля по вопросам всеобщей забастовки и Индии, но разошелся с ним по вопросу о бегах борзых, которые, по мнению Джойнсона-Хикса, выполняли полезную социальную функцию, выводя бедных людей из пабов. Он также считал, что точка зрения Черчилля о том, что тотализаторы допустимы для скачек, но не для борзых, отдает одним законом для богатых и другим для бедных.
Он стал своего рода героем для работников магазинов из-за Закона о магазинах (часы закрытия) 1928 года, который запрещал работать после 8 вечера и требовал от работодателей предоставлять полдня выходного каждую неделю. Он также отменил постановление, разрешающее продавать шоколад в первом антракте театральных представлений, а также во втором.
В августе 1928 года лорд Бивербрук считал Джойнсона-Хикса единственным возможным преемником Стэнли Болдуина. Однако он был забавной фигурой для многих представителей общественности, и большинство его коллег считали идею о нем как о премьер-министре, по мнению Ф. М. Л. Томпсона, «смешной» . Его хвалили в популярной прессе и высмеивали в престижных еженедельниках. Он настаивал на том, что не поддерживает полную цензуру, и в своей брошюре 1929 года «Нужен ли нам цензор?» он записал, что приказал полиции искоренить непристойность в Гайд-парке, чтобы «мужчина мог безопасно вывести свою дочь на прогулку».

## Дальнейшая карьера
Когда приближалось время новых парламентских выборов, премьер-министр Стэнли Болдуин задумался о перестановках в своем кабинете, чтобы перевести Черчилля из казначейства в Министерство по делам Индии и попросить всех министров старше его (Болдуин родился в 1867 году) уйти в отставку, за исключением сэра Остина Чемберлена. Джойнсон-Хикс был бы одним из тех, кого попросили бы уйти в отставку из кабинета, если бы консерваторы были переизбраны.
Консерваторы неожиданно потеряли власть на парламентских выборах в мае 1929 года. Через месяц после выборов Джойнсон-Хикс был возведен в звание пэра как виконт Брентфорд из Ньюика в графстве Сассекс в честь роспуска (что потребовало дополнительных выборов, на которых консерваторы с небольшим перевесом удерживали его старое место).
Лорд Брентфорд оставался важной фигурой в Консервативной партии, но из-за ухудшающегося здоровья его не пригласили присоединиться к Национальному правительству при его формировании в августе 1931 года. Еще в октябре 1931 года лорд Бивербрук настоятельно рекомендовал ему создать Консервативный теневой кабинет в качестве альтернативы Национальному правительству. Национальное правительство было реконструировано в ноябре 1931 года, но ему снова не предложили вернуться в правительство.

## Семья
12 июня 1895 года в церкви Св. Маргариты, Вестминстер, Уильям Хикс женился на Грейс Линн Джойнсон (? — 17 января 1952), единственной дочери Ричарда Хэмпсона Джойнсона. У супругов было двое сыновей и одна дочь:
- Ричард Сесил Джойнсон-Хикс, 2-й виконт Брентфорд (15 ноября 1896 — 27 июня 1958), старший сын и преемник отца.
- Достопочтенная Хелен Грейс Джойнсон-Хикс (2 июня 1899 — 14 декабря 1969)
- Ланселот Уильям Джойнсон-Хикс, 3-й виконт Брентфорд (10 апреля 1902 — 25 февраля 1983), консервативный политик.

Уильям Джойнсон-Хикс скончался в Ньюик-Парке, графство Сассекс, 8 июня 1932 года в возрасте 66 лет. На момент смерти его состояние составляло 67 661 фунт стерлингов 5 шиллингов 7 пенсов (около 4 миллионов фунтов стерлингов по ценам 2016 года).

## Репутация
Викторианский цилиндр и сюртук Джойнсона-Хикса делали его старомодным, но он стал пользоваться определенной симпатией у публики. Уильям Бриджмен, его предшественник на посту министра внутренних дел, писал о нем: «В нем есть что-то от комика, что не намеренно, но неизбежно очевидно, что затрудняет восприятие его настолько серьезно, насколько это возможно». Уинстон Черчилль писал о нем: «Худшее, что можно сказать о нем, это то, что он рискует быть очень смешным, когда хочет быть очень серьезным». После его смерти Лео Эмери написал, что «он был очень приятным парнем», в то время как Стэнли Болдуин заметил: «Он мог сказать много глупостей, но редко делал их».
Хотя Джойнсон-Хикс был министром внутренних дел, должность, которую, как известно, трудно занимать, в течение четырех с половиной лет, его часто упускают из виду как историки, так и политики. Его продолжительность пребывания на этом посту в двадцатом веке превзошли только Чутер Эде, Ричард Батлер и Герберт Моррисон, однако он не был включен в список долгосрочных министров внутренних дел, представленный Джеку Стро в 2001 году при его уходе из Министерства внутренних дел. Он также является практически единственным крупным политиком 1920-х годов, которому не предоставили недавнюю биографию.
В 1990-х годах нынешний виконт одолжил документы своего деда студенту магистратуры Вестминстерского университета Джонатану Хопкинсу, который подготовил их каталог и написал краткую биографию Джойнсона-Хикса в рамках своей диссертации . В 2007 году ряд этих документов были переданы на хранение в Архив Восточного Сассекса в Льюисе (который был переведен в The Keep в Брайтоне в 2013 году), где они доступны для общественности. Хью Клейтон, чья докторская диссертация касалась моральной политики Джойнсона-Хикса в Министерстве внутренних дел, объявил, что он планирует написать новую биографию Джойнсона-Хикса с помощью этих источников. Статья о Джойнсоне-Хиксе, написанная Клейтоном, с тех пор появилась в Journal of Historical Biography.
В 2023 году историк Макс Гастингс написал статью в The Times, в которой предложил тем, кто считает некоторых нынешних и бывших министров-консерваторов «худшими из когда-либо существовавших», пересмотреть карьеру Джойнсон-Хикс и, возможно, прийти к выводу, что «на фоне многих наших прошлых политиков нынешние выглядят… не такими ужасными, как Джикс».